# Cyclodium rheophilum
Cyclodium rheophilum là một loài dương xỉ trong họ Dryopteridaceae. Loài này được A.R. Sm. mô tả khoa học đầu tiên năm 1986.